# 社会民主党在民主革命中的两种策略
《社会民主党在民主革命中的两种策略》（俄语：Две тактики социал-демократии в демократической революции）是弗拉基米尔·列宁发表于1905年7月的作品。1905年俄国革命期间，他提出“无产阶级和农民的革命民主专政”作为俄国社会民主工党的策略（无产阶级专政理论）。

## 背景
1905年1月9日，彼得格勒，士兵向一群向沙皇（俄罗斯皇帝尼古拉二世）抗议请愿的民众开枪（血腥星期日）。大大小小的罢工、集会以及暗杀行动也蔓延至俄罗斯各地。
社会民主主义者将这场事件视为一场革命的开始，并开始辩论这场革命的性质以及应该采取的策略。 
亚历山大·帕尔乌斯在血腥星期日事件后不久，在为列夫·托洛茨基的小册子《1月9日之前》撰写序言时写道：“只有工人才能通过革命推翻俄国的政权。俄国革命的临时政府将是一个工人民主主义的政府。如果社会民主党领导俄国和无产阶级的革命运动，那么这个政府也将是一个社会民主主义的政府。”这标志着对即将到来的俄国革命的传统观点的决裂，传统观点认为这是一场由资产阶级进行的资产阶级革命。托洛茨基在3月17日的《火星报》第93期上写了一封《政治通信》。
列宁在原则上同意帕尔乌斯的论点的同时，也指出“俄国无产阶级现在在俄国人口中只占少数”，并否定了无产阶级单独夺取政权的前景。列宁提出了“无产阶级和农民的革命民主专政”的口号。
另一方面，孟什维克中的主流派系仍保持传统观点。马尔丁诺夫指出，“我们参加临时政府不会使革命措施变得更容易；相反，它会迫使我们采取与革命毫无共同之处的措施”，并主张社会民主党在资产阶级革命中仍应作为激进的反对党。
与孟什维克辩论同时，布尔什维克于4月召开了第三次党代会，通过了列宁起草的题为《关于成立临时革命政府》的决议。孟什维克认为布尔什维克代表大会是非法的，并因此召开了第一次全俄党内积极分子会议，通过了《关于夺取政权和参加临时政府》的决议。
《社会民主党在民主革命中的两种策略》是在布尔什维克代表大会和孟什维克代表会议之后写的。列宁比较了两会通过的决议，并捍卫了布尔什维克的决议。

## 決議
《两种策略》全文引用了布尔什维克和孟什维克的决议。

### 关于临时革命政府的决议（布尔什维克）
（1）无产阶级的直接利益和为实现社会主义最终目标而斗争的利益，要求尽可能实现完全的政治自由，因此要求用民主共和国取代专制的政体。
（2）只有人民起义取得胜利，才能在俄国建立民主共和国。这次人民起义的机构将是临时革命政府，只有它才能保证选举前宣传的完全自由，并能召开制宪会议，该会议将是基于秘密投票的普遍、平等和直接选举而真正体现人民意愿的会议。
（3）在俄国现行社会经济制度下，俄国的民主变革不会削弱而会加强资产阶级的统治，资产阶级必然会在任何时候毫不犹豫地试图尽可能多地剥夺俄国无产阶级的革命成果。
考虑到以上几点，俄国社会民主工党第三次代表大会决定如下：
（a）必须在工人阶级中传播关于革命最可能的发展道路的具体思想，以及在革命的某个时刻必然会出现一个临时革命政府，无产阶级将要求这个政府实现我们纲领（最低纲领）中提出的所有当前政治和经济要求。
（b）根据力量平衡和其他无法预先准确确定的因素，我党的全权代表可能被允许参加临时革命政府，以便无情地打击一切反革命企图，维护工人阶级的独立利益。
（c）这种参与的必要条件包括党对其全体代表的严格控制以及坚持不懈地捍卫社会民主党的独立性，社会民主党的目标是彻底实现社会主义改造，并就此坚决反对所有资产阶级政党。
（d）不管社会民主党是否有可能参加临时革命政府，都必须向无产阶级最广大阶层宣传这样的思想：以社会民主党为领导的武装无产阶级必须不断向临时革命政府施加压力，以保卫、巩固和扩大革命成果。

### 关于夺取政权并加入临时政府的决议（孟什维克）
革命对沙皇制度的决定性胜利，可以表现为人民起义胜利后建立临时革命政府，或者表现为某个代表机构在人民的直接革命压力下采取革命主动行动，决定组织全民立宪会议。
无论如何，这样的胜利都标志着革命新阶段的开始。
社会发展的客观条件自发地给这个新阶段提出的任务，就是在资产阶级社会中政治上获得解放的分子为实现自己的社会利益和直接夺取政权而进行的斗争中，彻底消灭整个阶级社会的君主制。
因此，临时政府肩负着执行这场具有资产阶级历史性质的革命的任务，它不仅要通过调和正在被解放的人民中对立阶级之间的斗争来推进革命的发展，而且还要打击革命发展中威胁资本主义制度基础的因素。
在这种情况下，社会民主党必须在整个革命时期努力保持这样的立场，即最能保证党把革命推向前进，不至于在反对资产阶级政党的不彻底的和自私的政策的斗争中束缚住自己的手脚，不至于被资产阶级民主派所解散。
因此，社会民主党不应以夺取或分享临时政府权力为目标，而应继续作为最左翼的革命的反对党。
当然，这种策略绝不排除在某个城市或地区局部地、间歇地夺取政权，或者建立革命公社，仅仅是为了加速起义的蔓延和政府的解散。
只有在一种情况下——即革命蔓延到西欧发达国家，而这些国家实现社会主义的条件已经在一定程度上成熟——社会民主党才必须主动努力夺取政权，并尽可能长时间地掌握政权。这样，俄国革命有限的历史界限就有可能大大拓展，沿着社会主义改革道路前进的可能性就会出现。
通过制定旨在在整个革命期间以及在革命过程中可能上台的所有历届政府面前维持最左革命反对派地位的策略，社会民主党将做好充分准备，以便在权力落入自己手中时能够充分利用它。

## 概要
当前革命时刻的议程上有一个问题：召开全民立宪会议。显然存在三种政治思想流派。沙皇政府绝不会允许其议会成为全民立宪会议。革命无产阶级在社会民主党的领导下，不仅要求将权力完全移交给立宪会议，并为此赋予普选权和充分的宣传自由，而且还力求立即推翻沙皇政府，建立临时革命政府来代替它。最后，通过所谓“立宪民主党”的领导人表达其意愿的自由资产阶级，寻求沙皇和革命人民之间达成尽可能顺利的协议，这种协议将赋予沙皇最大限度的权力，而赋予革命人民，即无产阶级和农民最小限度的权力。
会议决议将临时革命政府的成立等同于立宪会议的召开。后者不能称之为革命的决定性胜利。决议也没有提到临时革命政府应该实现的民主共和国。这与君主主义资产阶级的民主口号是一致的。
新火星派在无政府主义和马克思主义之间摇摆不定，前者在原则上谴责任何参加临时革命政府的行为，认为这是对无产阶级的背叛，而后者要求参加临时革命政府的条件是社会民主党在起义中发挥领导作用。他们要参加资产阶级革命。他们甚至同意领导一场民众起义。但这是为了在胜利之后立即把胜利果实全部交给资产阶级。 “极左翼的反对党”的概念只适用于议会斗争，而且只适用于没有人把“决定性胜利”作为直接目标的议会斗争。
马克思主义并不教导无产阶级远离资产阶级革命，也不教导无产阶级参加资产阶级革命，更不教导无产阶级把领导权交给资产阶级。相反，马克思主义教导我们要最积极地参加资产阶级革命，坚决地为彻底的无产阶级民主而斗争，并且把革命进行到底。我们无法摆脱俄国革命的资产阶级民主框架，但我们可以大大扩展这些框架。在这个框架内，我们能够而且必须为无产阶级的利益、为无产阶级的当前需要、为创造条件培养无产阶级力量、为未来的彻底胜利而斗争。
“对沙皇制度的彻底胜利”就是无产阶级和农民的革命民主专政。那只能是专制。因为无产阶级和农民迫切需要的改革，会遭到地主、大资产阶级和沙皇政府的拼死反抗。没有专制就不可能镇压这种抵抗，也不可能打败反革命企图。但当然，这将是一个民主专制政权，而不是社会主义专制政权。这种专制统治无法触及资本主义的基础。在最好的情况下，它将带来符合农民利益的土地财产的彻底重新分配，实现包括共和制在内的彻底的民主，消除农村和工厂生活中的一切亚洲债务奴役，为工人状况的巨大改善和生活水平的提高奠定基础，并将革命的火焰蔓延到欧洲。

## 革命与辩论
1905年10月，第一次革命达到高潮。工人总罢工蔓延，工人代表苏维埃出现。10月17日，沙皇发表十月詔書，承诺公民自由并建立杜马。
当自由资产阶级对诏书感到满意时，社会民主党却继续他们的斗争。孟什维克中的主流派的关于资产阶级进行资产阶级革命的思想已经不再适合现实。 《开端报》是一份合法的孟什维克报纸，由帕尔乌斯和托洛茨基领导。另一方面，在缺乏强大的农民政党的情况下，布尔什维克也开始提出背离列宁工农民主专政理论的主张。布尔什维克报纸《新生活报》刊登了阿纳托利·卢那察尔斯基的一篇文章，认为大规模生产社会化是不可避免的。然而，苏维埃在11月和12月遭到镇压，12月在莫斯科举行的武装起义也失败了。
10月，列宁撰写了《我们的任务和工人代表苏维埃》，评价苏维埃是“政治上临时革命政府的萌芽”。这一认识与1917年《四月提纲》有关，该提纲提出了“全部权力归苏维埃”的口号，但该提纲在1905年从未发表过。
1906年，托洛茨基撰写了《总结与前瞻》，批判了列宁的工农专政理论。 “历史经验表明，农民绝对不可能起独立的政治作用”，因此农民获得解放的唯一途径是无产阶级。而且，由于“无产阶级的代表不是作为无权的人质，而是作为领导力量参加政府这一事实，将消除最低纲领和最高纲领之间的界限”，他们不能停留在资产阶级民主的框架内。